# Hengyang, Hengyang
Hengyang är ett härad som lyder under Hengyangs stad på prefekturnivå i Hunan-provinsen i sydöstra Kina.
Hengyangs härad består av de delar som blev över av häradet då dess huvudort blev ombildat till stadsdistrikt i staden med samma namn.